# Union Fenosa
Union Fenosa (BMAD : UNF) était une entreprise espagnole présente sur de nombreux marchés, mais principalement celui de la production et de la distribution d'électricité. Le groupe était présent dans 14 pays. Union Fenosa a été achetée par Gas Natural devenue depuis Naturgy.

## Histoire
Le groupe a été créé le 23 novembre 1982 avec la fusion d'Unión Eléctrica (créée en 1912), et Fuerzas Eléctricas del Noroeste (FENOSA), créée en 1943 en Galice. 
En septembre 2005, ACS annonce l'acquisition d'une participation de 22 % dans Union Fenosa pour 2,22 milliards d'euros.
En juillet 2008, ACS vend sa participation de 45 % dans Union Fenosa à Gas Natural pour 7,58 milliards d'euros, acquisition qui a été faite en deux temps avec d'abord un rachat de 10 % puis de 35 %. Cette acquisition dépassant le seuil de 30 % de participation, la réglementation oblige Gas Natural à lancer une offre sur l'ensemble de l'entreprise. Cette offre d'acquisition atteint un montant de 16,8 milliards d'euros. L'acquisition est complétée en septembre 2009, Gas Natural se renomme Gas Natural Fenosa et possède alors une capacité électrique de 17 000 MW.
Elle est présente au Guatemala où elle serait à l’origine d'assassinats de syndicalistes dans le sud du San Marcos.